# The Inner Light
A The Inner Light a The Beatles együttes egy dala, ami 1968-ban kislemezre került (B-oldalán a Lady Madonna volt). A dalt George Harrison írta, akinek ez volt az első slágere, ami egy Beatles kislemezre helyet kapott.
A dal története  egészen 1967. szeptember 29-ig nyúlik vissza. Ekkor ugyanis George és John Lennon meghívást kapott a David Frost vezette The Frost Programme című televíziós műsorba, melyben az akkori téma a transzcendentális meditáció volt. A beszélgetést akkor érdeklődés fogadta, hogy az október 4-i 40 perces vitára is visszahívták őket, ahol a közönség és néhány szakértő vett részt. Köztük volt a a cambridge-i egyetem szanszkrit nyelvekkel foglalkozó professzora, Juan Mascaro is. Ezt követően írt Harrisonnak egy levelet, melyben kifejezte tetszését a Within You Without You című dalával kapcsolatban. A levélhez mellékletként küldte az  általa 1958-ban írt Lamps of Fire című keleti vallásokkal foglalkozó könyvét. Ez a könyv tartalmazta Lao Ce Tao Te King című költeményét is, melynek 47. fejezetéből származó idézetek is felbukkannak Harrison szerzemnyében ("Without going out the door ... without peering out the window"). A költemény első versszakát átvette, a többit pedig átdolgozta.
Ezt követően 1968 év elején elment Bombay-be, hogy Joseph Massot filmrendező kérésére a Wonderwall című készülő filmjéhez zenét készítsen (ez lett később Harrison első szóló albuma, a Wonderwall Music). Január 12-én indiai zenészekkel rögzítette a dal hangszeres részét.
Amikor visszatért a Londonba, akkor eleinte vonakodott, hogy a dallamhoz szöveget is párosítson. (főleg, hogy a dallam magas hangfekvését ki se tudná énekelni) Azonban John és Paul McCartney bátorították az elképzelést. McCartney később így nyilatkozott a dalról: "Felejtsd el az indiai zenét és figyelj a melódiára. Nem gondolod, hogy szép dallam? Igazán bájos". Végül ez meggyőzte a folytatásról. Az Abbey Road Studios épületeiben február 6-án az éneket, addig 8-án John és Paul háttérvokálját rögzítették.
A kislemez Angliában nagy siker lett, azonban az Egyesült Államokban csak a Billboard 96. helyére került fel. A dalhoz még 1970-ben Geoff Emerick készített egy sztereó mixet, ami csak 11 évvel később jelent meg a The Beatles Collection lemezen.  Később az 1988-ban Past Masters albumon is helyet kapott a dal, valamint a 2006-os Love albumon a Here Comes the Sun zárórészében is felcsendül a dallam.

## Közreműködött
Ian Macdonald szerint:

### The Beatles
- John Lennon – vokál
- Paul McCartney – vokál
- George Harrison – ének

### Indiai közreműködők
- Hariprasad Chaurasia vagy S. R. Kenkare – fuvola
- Ashish Khan – sador
- Mahapurush Misra – tablá, pakavaj
- Rij Ram Desad – harmónium